# 菟絲
菟絲，为旋花科菟丝子属下的一个種，為少數沒有葉綠體的植物，植株通常呈淡黃色的旋花科寄生植物。

## 別名
- 台灣稱[5]無根草，一名豆虎；種子稱菟絲子、菟絲草。
- 中國東北地區：種子曬乾，稱菟絲子、菟絲、吐絲、絲子[5]。

## 形態
- 莖呈黃色，直徑約一毫米。[2]
- 花序側生，近無柄。[2]
  - 苞片及小苞片呈鱗片狀。
  - 花柄長約一毫米。
  - 花萼杯狀，萼片三角形，長約1.5毫米，末端鈍，部份加厚。
  - 花冠白色，壺形，花瓣三角形-卵形，末端或鈍或尖，反折。
  - 雄蕊著生於花冠基部（喉部），具長鱗毛，長可達花藥。
  - 子房近球形。
    - 花柱二，或等長、或不等長。
    - 柱頭球形。
- 蒴果受乾枯的花冠包覆，球形，直徑約3毫米。開裂方式為周裂。[2]
- 種子二至四顆，淺棕色。[2]
- 染色體數目：2n = 28, 56。[2]

## 分布
中國大陆 (东北、河北、陝西、四川、河南、山東、廣東)、臺灣、韓國、日本。

## 宿主
菟絲子的宿主有豆科植物、菊类植物、蒺藜科植物；台灣的記錄有馬鞍藤 (旋花科)。
菟絲子有非常廣的寄主忍受性，單株可寄生在多株寄主上，若其中有被病毒感染的寄主，此病毒可能經由菟絲子傳播到其他寄主上。例如甘藷簇葉病可經由中國菟絲子傳播。菟絲子可成為病毒的橋樑，因而被利用在植物病毒的研究上，例如利用中國菟絲子當媒介，將絲瓜簇葉病傳染給長春花。

## 功用
種子蒸熟作餅，稱兔絲子。菟絲子為藥用植物，種子為中藥材，全株為草藥。菟絲是植物名，以別其種子菟絲子，但習慣上均稱為菟絲子。『神農本草經』記載「菟絲子」為藥之上品，稱其"主續絕傷，補不足，益氣力，肥健人。汁去面黚，久服明目，輕身延年。"明代『本草綱目』及清代『本草綱目拾遺』等本草書籍均有收錄菟絲子。能促進腎小細胞再生。對腎衰竭有療效。
菟絲子的化學成分包括黃酮類化合物、酚類化合物、生物鹼、多醣類、樹脂配醣體、脂肪酸、固醇、木質素、胡蘿蔔素等，特定成分在免疫系統、血液系統、消化系統及神經系統的作用，如：降血壓作用、抗細胞增值作用、抗氧化作用等等。

## 延伸阅读
[在维基数据编辑]
 《欽定古今圖書集成·博物彙編·草木典·菟絲子部》，出自陈梦雷《古今圖書集成》

## 外部連結
- 菟絲子 Tusizi （页面存档备份，存于） 藥用植物圖像數據庫 (香港浸會大學中醫藥學院) （中文）（英文）
- 菟絲子 中藥材圖像數據庫  (香港浸會大學中醫藥學院) （中文）（英文）
- 菟絲子 Tu Si Zi （页面存档备份，存于） 中藥標本數據庫 (香港浸會大學中醫藥學院) （繁體中文）（英文）
- 小菟絲子 Xiao Tu Si Zi （页面存档备份，存于） 中藥標本數據庫 (香港浸會大學中醫藥學院) （繁體中文）（英文）